# Notocera quadridens
Notocera quadridens är en insektsart som beskrevs av Leon Fairmaire. Notocera quadridens ingår i släktet Notocera och familjen hornstritar. Inga underarter finns listade i Catalogue of Life.